# Bandera de Regencós
La bandera oficial de Regencós té la següent descripció:
Bandera apaïsada de proporcions dos d'alt per tres de llarg, vermella, sembrada de creus blanques, d'alçària 3/16 de la del drap i d'amplada 3/24 de la llargària del mateix drap, i amb els braços de gruix 1/16 de l'alçària del drap, cinc de les quals, senceres, a la part superior i cinc més, també senceres, a la part inferior, i al centre una faixa groga (a la manera de muralla oberta) d'altura 1/4 de la del drap amb dos pals també grocs (a la manera de torres) cadascun d'altura 11/32 de la del drap i amplada 2/24 de la llargària del mateix drap, amb la base a la vora inferior de la faixa i emergent, respectivament, entre les dues creus senceres al costat de l'asta i les dues al costat del vol.
Va ser aprovada l'1 de setembre de 1999 i publicada en el DOGC el 23 de setembre del mateix any amb el número 2981.